# 艾伦比街

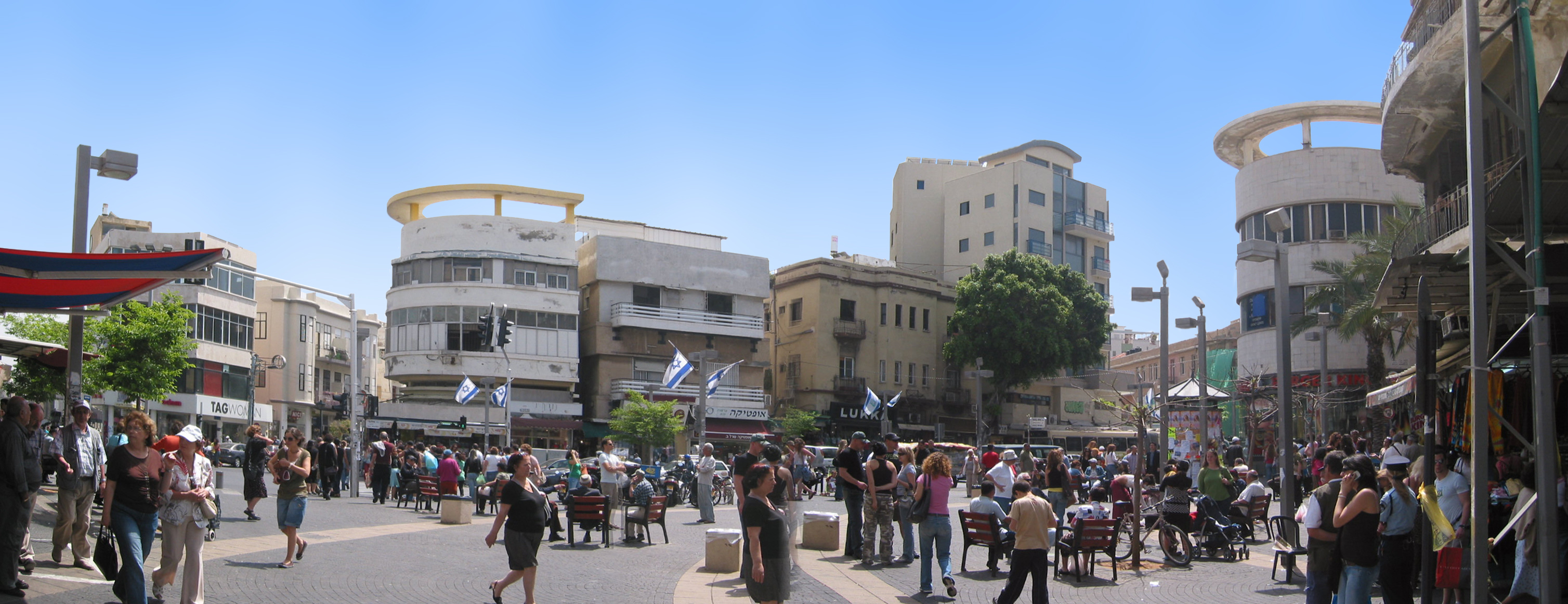
大卫之星广场

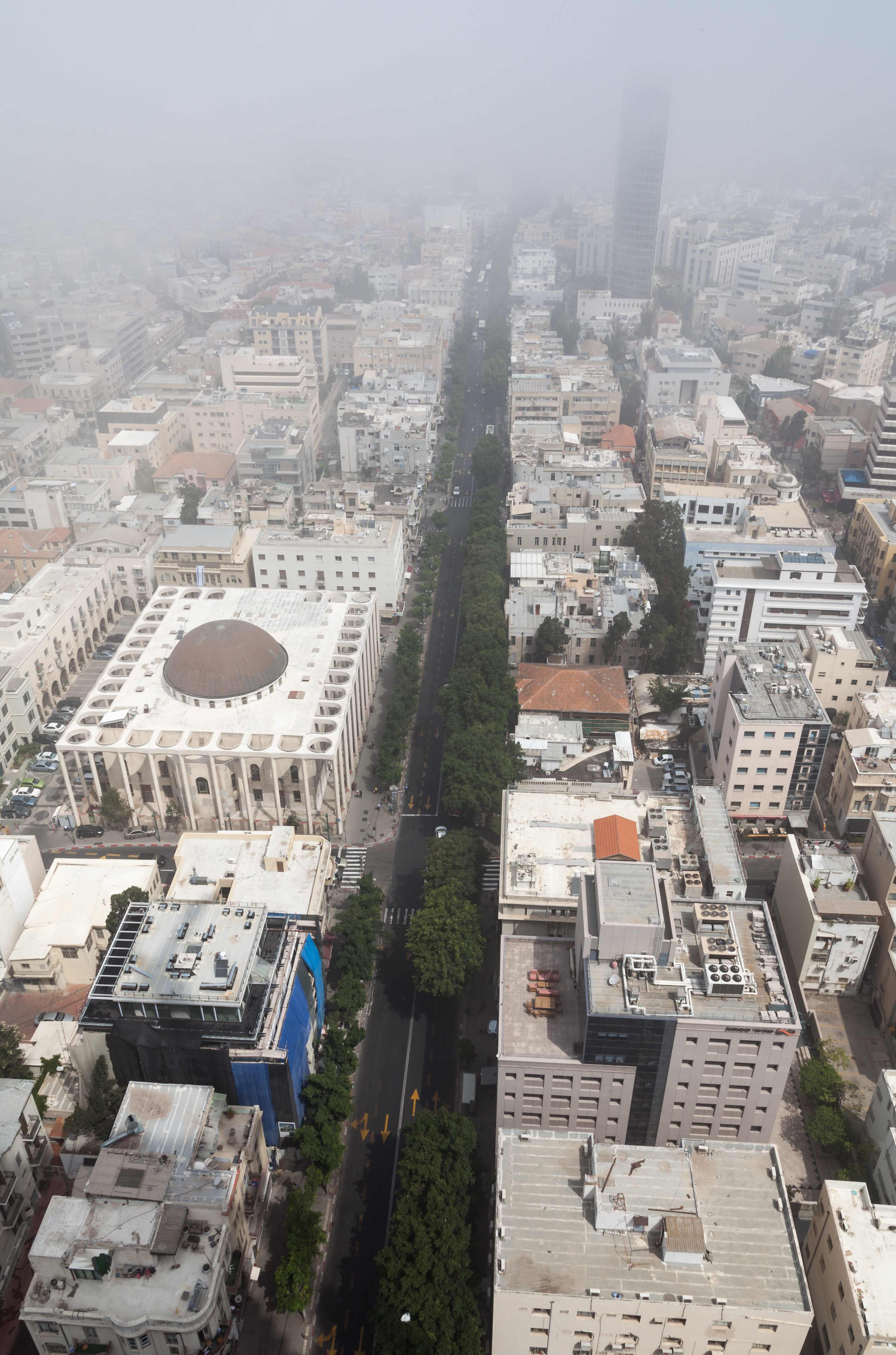
街道鸟瞰图

艾伦比街（希伯來語：‎）是以色列城市特拉维夫的一条主要街道，得名于元帅艾伦比子爵。
艾伦比街西北起自地中海，东南到HaAliya 街。1914年铺砌混凝土路面。在白天，这是一条商业街，有许多小企业和服装店。到了晚上就变成夜生活的枢纽，以咖啡馆，酒吧和餐厅而闻名。许多公共巴士沿艾伦比街运行。

## 地标

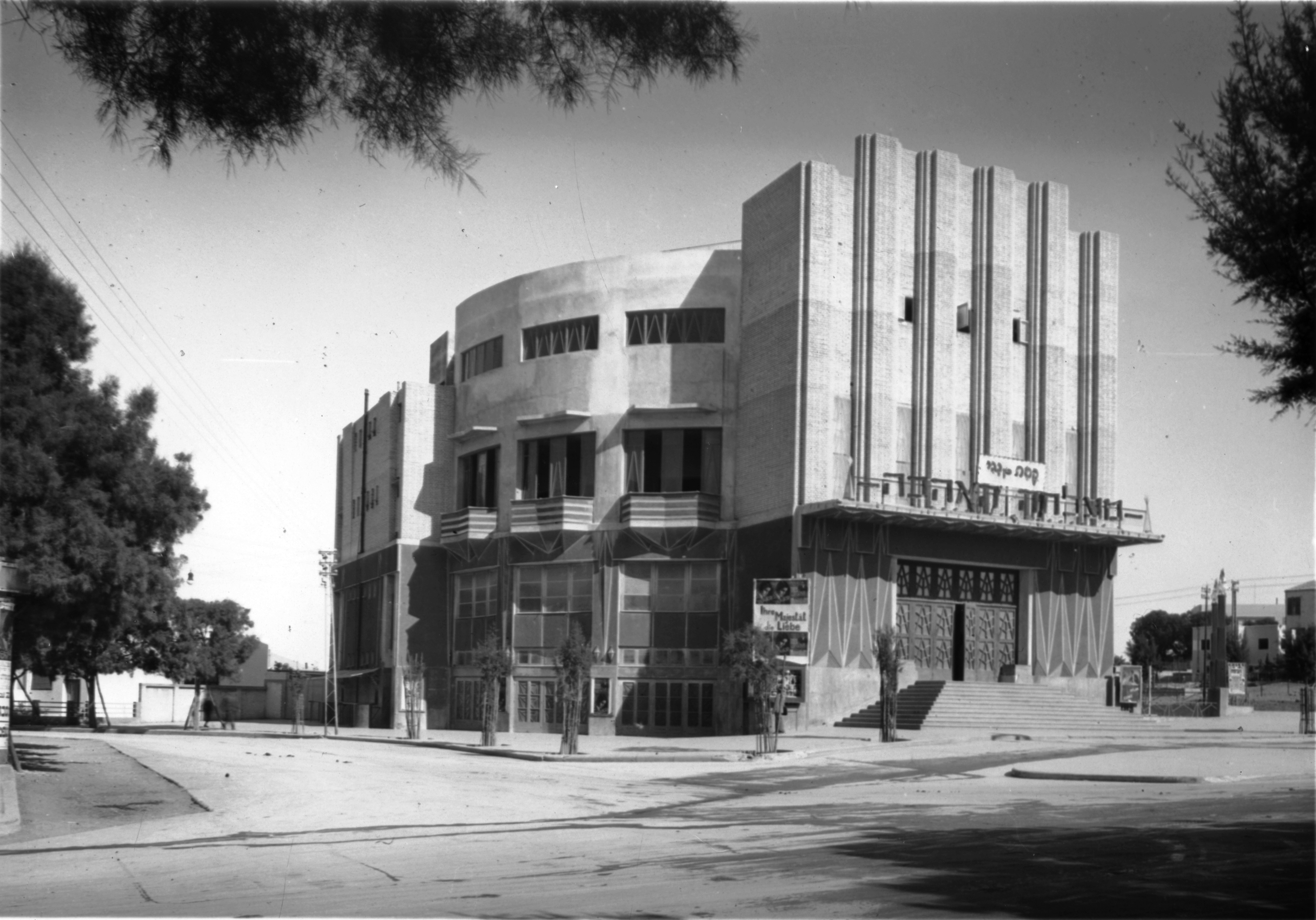
剧院的历史照片

1925年，在罗斯柴尔德大道和艾伦比街交汇处的莱德伯格楼，设有一系列大型陶瓷壁画，由比撒列学校的吉夫拉般设计。四幅壁画展现犹太先驱，播种和收获，牧人和耶路撒冷，还有经文耶利米书31：4：“我要再建立你，你就被建立。”